# Glenaire
Glenaire é uma cidade localizada no estado americano de Missouri, no Condado de Clay.

## Demografia
Segundo o censo americano de 2000, a sua população era de 553 habitantes.
Em 2006, foi estimada uma população de 592, um aumento de 39 (7.1%).

## Geografia
De acordo com o United States Census Bureau tem uma área de
0,8 km², dos quais 0,8 km² cobertos por terra e 0,0 km² cobertos por água.

## Localidades na vizinhança
O diagrama seguinte representa as localidades num raio de 8 km ao redor de Glenaire.